# Ахуново (Татарстан)
Аху́ново (тат. Ахун) — деревня в Актанышском районе Республики Татарстан. Входит в состав Аккузовского сельского поселения.

## Этимология
Топоним произошёл от названия главы мусульманского духовенства ахун.

## География
Деревня находится в Восточном Закамье на реке Сюнь вблизи административной границы республик Татарстан и Башкортостан, в 20 км к юго-западу от районного центра — села Актаныш, к востоку от центра поселения, села Аккузово.

## История
Деревня Ахуново основана в XVIII веке. В XVIII—XIX веках жители относились к сословиям тептярей и башкир-вотчинников (Булярской волости).
В материалах III ревизии (1762 г.) в Ахуново были  учтены 9 душ тептярей мужского пола, входивших в команду старшины Минея Бекбовова. Во время IV ревизии (1782 г.), материалы которой сохранились не полностью, количество тептярей в селении осталось неизменным. В последующих переписях населения в Ахуново начинают фиксироваться лица, принадлежащие к башкирскому сословию. Согласно V ревизии (1795 г.), здесь в 12 дворах проживали 38 тептярей, в 9 дворах - 76 башкир-вотчинников.  
Согласно подворной переписи 1912—1913 годов, в деревне числились 595 тептярей в 110 дворах и 85 башкир-вотчинников в 21 дворе.

## Население
Количество жителей по годам.
Источник.
| 1795 | 1859 | 1870 | 1884 | 1906 | 1913 | 1920 | 1926 | 1938 | 1949 | 1958 | 1970 | 1979 | 1989 | 2002 | 2010 | 2015 |
| ---- | ---- | ---- | ---- | ---- | ---- | ---- | ---- | ---- | ---- | ---- | ---- | ---- | ---- | ---- | ---- | ---- |
| 114  | 252  | 322  | 680  | 568  | 680  | 631  | 568  | 495  | 375  | 352  | 522  | 431  | 279  | 268  | 245  | 223  |

Национальный состав
Согласно результатам переписи 2002 года, в национальной структуре населения села татары составляли 99%.

### Комментарии
1. ↑  Расстояние измерено с помощью инструментария Яндекс.Карты